# Fatal Fury 3: Road to the Final Victory
Fatal Fury 3: Road to the Final Victory (餓狼伝説遥かなる闘い Garou Densetsu Harukanaru Tatakai?, Leyenda del lobo hambriento: La batalla largamente esperada) es un videojuego de lucha de 1995 desarrollado por SNK para la plataforma arcade Neo-Geo, es el cuarto videojuego de la serie Fatal Fury. Cuenta con versiones para las consolas Neo Geo CD, Sega Saturn, Windows y la Consola Virtual de Wii. El juego se incluye en la compilación Fatal Fury Battle Archives Volume 1 para PlayStation 2.

## Sistema de juego
Fatal Fury 3 conserva el formato y los controles del videojuego anterior de la serie, Fatal Fury Special. Sin embargo, las etapas de batalla de dos aviones se han renovado en un formato de tres planos conocido como el «Sistema Oversway». El jugador lucha principalmente en el plano medio o en el plano principal, pero puede moverse o «desviarse» hacia cualquiera de las líneas de balanceo en el fondo (LP + LK) o en primer plano (LK + HP). Cuando el jugador realiza un ataque en un plano de balanceo (o un ataque de ultramar), su personaje regresará al plano principal. Del mismo modo, el jugador puede atacar a un oponente que está en un Plano de Oscilación con un Ataque Anti-Oversway. El jugador también puede hacer un «balanceo rápido» para evitar un ataque, dejando al oponente vulnerable a un ataque regular.
Otras nuevas técnicas introducidas en esta entrega incluyen controlar la altura del salto del personaje, bloquear el ataque de un oponente en la mitad del aire (Guardia Aérea) y un nuevo tipo de técnicas de combo conocidas como Combination Arts, que permiten al jugador cancelar una serie específica (que varía entre personajes) de ataques regulares de uno a otro. Además de los movimientos especiales regulares, y los movimientos súper especiales, que solo se pueden realizar cuando el indicador de vida parpadea en rojo, cada personaje también tiene una «Habilidad oculta», que es una versión más fuerte de un movimiento súper especial. Una habilidad oculta ocurre una vez en cada 1024 oportunidades cada vez que el jugador ingresa el comando para el movimiento súper especial del personaje. Una habilidad oculta también se puede usar activando el «Modo súper» antes de un encuentro usando un código secreto. Luego, el jugador ingresa un comando específico para la habilidad oculta cuando el indicador de vida está parpadeando en rojo. A diferencia de los movimientos súper especiales, una habilidad oculta solo se puede usar una vez por ronda.
Fatal Fury 3 también cuenta con un sistema de Nivel de Combate cuando lucha contra la computadora. Cuando el jugador completa una ronda, su desempeño se califica de E a S. Los oponentes finales a los que se enfrenta el jugador al final del Modo de un jugador se determinan luego por el promedio del jugador.
El jugador podrá elegir entre cuatro personajes como su primer oponente (Joe, Mary, Bob y Franco). Después de que los primeros cuatro oponentes sean derrotados, el jugador luchará contra Ryuji Yamazaki por una pelea basada en la trama en el que el jugador debe ganar solo una ronda. El jugador luego procederá a luchar contra Mai, Andy, Hon-Fu, Sokaku, Terry y Geese en ese orden, antes de que Yamazaki vuelva a competir por completo. Dependiendo del promedio de calificaciones, el videojuego terminará contra Yamazaki o el jugador luchará contra cualquiera de los gemelos Jin, o ambos.

## Argumento
Han pasado tres años desde que Terry Bogard derrotó a Wolfgang Krauser y ganó el segundo torneo «King of Fighters». Desde entonces, Terry ha viajado por todo el mundo, conociendo nuevos amigos y luchando contra muchos oponentes en el camino. Al regresar a su hogar en la Ciudad del sur, Terry se reúne con su hermano pequeño Andy y sus buenos amigos Joe y Mai en la gran inauguración del Café Pao Pao 2 que está siendo dirigido por Richard Meyer y su aprendiz de capoeira Bob Wilson. Durante la inauguración, Joe le explica a Terry un rumor inquietante de que había recibido de Cheng Sinzan a través de un mensaje privado en el que supuestamente Geese Howard está vivo, después de haber sobrevivido a su fatal caída desde su torre personal.Cuatro años antes y fingiendo su muerte al público para que pudiera recuperarse lentamente en secreto y planear su venganza contra Terry, quien lo había derrotado en el primer torneo «King of Fighters». Al enterarse y enterarse de esto, Terry y sus amigos se dispusieron a confirmar si Geese sigue vivo o no, sin saber que su investigación personal es solo una pequeña parte de una amenaza mayor que involucra a un peligroso criminal japonés, dos jóvenes huérfanos chinos. y tres rollos sagrados que fácilmente podrían poner en peligro la ciudad del sur y el resto del mundo.

## Personajes

### Personajes que regresan
- Terry Bogard (con la voz de Satoshi Hashimoto)
- Andy Bogard (vb Keiichi Nanba)
- Joe Higashi (vb Nobuyuki Hiyama)
- Mai Shiranui (vb Akoya Sogi)
- Geese Howard (vb Kong Kuwata)

### Personajes nuevos
- Sokaku Mochizuki (vb Kōji Ishii): un monje budista japonés cuyo clan son los enemigos jurados de la escuela Shiranui.

- Bob Wilson (vb Toshiyuki Morikawa): un maestro de la capoeira de Brasil que es empleado como camarero por Richard Meyer .

- Hon-Fu (vb Toshiyuki Morikawa): un nunchaku policía -wielding de Hong Kong que ha llegado a Ciudad del Sur con el fin de encontrar y detener a Yamazaki.

- Blue Mary (vb Harumi Ikoma): una agente de cabello rubio que usa el sambo de combate y es el interés amoroso de Terry .

- Franco Bash (vb BJ Love): un kickboxer estadounidense que lucha por rescatar y salvar a su hijo secuestrado de Yamazaki.

### Jefes
- Ryuji Yamazaki (vb Kōji Ishii): un peligroso criminal japonés que lucha con una mano en el bolsillo.

- Jin Chonshu (vb por Kappei Yamaguchi): un joven huérfano chino que busca los Rollos Sagrados del Jin.

- Jin Chonrei (vb Kappei Yamaguchi): El hermano gemelo mayor de Chonshu, que ayuda a su joven hermano gemelo como su protector personal y guardaespaldas.

## Recepción
En el lanzamiento, Famicom Tsūshin obtuvo la versión Neo Geo del videojuego con 32 de 40. Los cuatro revisores de Electronic Gaming Monthly otorgaron una puntuación de 7.675 sobre 10. Tuvieron reacciones muy variadas al videojuego, y dos de ellos observó que carecía de la «sensación» de un videojuego de Fatal Fury, pero los cuatro lo calificaron como un videojuego de lucha muy jugable que vale la pena probar en arcade. Aunque reconoció que los fanáticos de Fatal Fury podrían estar decepcionados por la reducción de la lista de luchadores, GamePro elogió la nueva tercera línea de combate y el sistema de clasificación, y concluyó que «en lugar de simplemente agregar más luchadores, FF3 hace más con menos luchadores (movimientos ocultos y así sucesivamente) y un método único de videojuego». También le dieron al CD de Neo Geo una revisión generalmente positiva, señalando que Bob y Franco son personajes «no interesantes», pero elogian las etapas detalladas, los controles y las modificaciones al ataque de Mai Swan Dive.
En una revisión retrospectiva, Maximum elogió la adaptación del videojuego a los combos y movimientos especiales, y argumentó que si no fuera por la dificultad de ejecutar movimientos de superpoder, Fatal Fury 3 se habría convertido en el videojuego de acción líder en las salas de videojuego. Le dieron 4 de 5 estrellas.
Next Generation revisó la versión Neo-Geo del videojuego, calificó con dos estrellas de cada cinco y declaró que «Todos los jugadores son capaces, aunque solo sea por unos segundos, de escaparse de la línea de fuego para evitar enemigos. ataque o para configurar un movimiento ofensivo. Más allá de esta característica, el videojuego es una tarifa estándar».